# 2604 Marshak
2604 Marshak (1972 LD1) là một tiểu hành tinh vành đai chính được phát hiện ngày 13 tháng 6 năm 1972 bởi T. Smirnova ở Nauchnyj.